# Erateina nigrata
Erateina nigrata là một loài bướm đêm trong họ Geometridae.